# Jotunheim

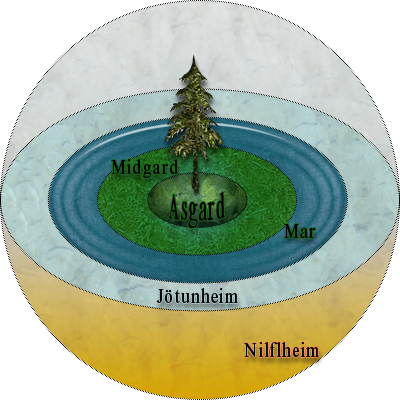
En tolkning av jättarnas värld.

Jotunheim, Jotunhem eller Jättehem är i nordisk mytologi jättarnas och de andra onda makternas värld, beläget bortom Asgård och Midgård.
Mellan Asgård och Jotunheim flyter floden Ifingr som åtskiljer världarna, och i Jotunheim belägen bortom Elivågor finns borgen Utgård.